# Phyllotreta aerea
Phyllotreta aerea är en skalbaggsart som beskrevs av Allard 1859. Phyllotreta aerea ingår i släktet Phyllotreta och familjen bladbaggar. Inga underarter finns listade i Catalogue of Life.